# Joseph Batangdon
Joseph Batangdon, né le 29 juillet 1978 à Yaoundé, est un athlète camerounais, spécialiste du 200 mètres.

## Biographie
Il a été champion d'Afrique en 2004, un mois avant les Jeux olympiques auxquels il participe sans avancer dans les séries.
À Séville, le 28 août 1999, il participe au relais 4 × 100 m qui détient (en 2015) le record du Cameroun en 39 s 25 (5h2), (Jean-Francis Ngapout, Serge Bengono, Joseph Batangdon, Claude Toukéné Guébogo).

### Palmarès
| Année | Compétition                     | Ville        | Résultat | Épreuve   |
| ----- | ------------------------------- | ------------ | -------- | --------- |
| 1999  | Jeux africains                  | Johannesburg | 2e       | 200 m     |
| 2000  | Championnats d'Afrique          | Alger        | 2e       | 200 m     |
| 2002  | Jeux du Commonwealth            | Manchester   | 7e       | 200 m     |
| 2003  | Championnats du monde en salle  | Birmingham   | 2e       | 200 m     |
| 2004  | Championnats du monde en salle  | Budapest     | 4e       | 200 m     |
| 2004  | Championnats d'Afrique          | Brazzaville  | 1er      | 200 m     |
| 2004  | Finale mondiale de l’athlétisme | Monaco       | 7e       | 200 m     |
| 2008  | Championnats d'Afrique          | Addis-Abeba  | 6e       | 200 m     |
| 2008  | Championnats d'Afrique          | Addis-Abeba  | 3e       | 4 × 100 m |

### Meilleurs temps
- 100 mètres - 10 s 19  (2002) -  ancien record national
- 200 mètres - 20 s 31  (1999, 2000, 2001) - record national
- 400 mètres - 46 s 50 (1996) - le record national est de 46 s 34